# Glypta ambigua
Glypta ambigua är en stekelart som beskrevs av Dasch 1988. Glypta ambigua ingår i släktet Glypta och familjen brokparasitsteklar. Inga underarter finns listade i Catalogue of Life.